# Liste der UCI Continental Teams 2023
Die Liste enthält die bei der UCI  registrierten UCI Continental Teams in der Saison 2023.
Stand: 24. Mai 2023

## Afrika
| Team-Name                   | Land    | UCI-Code |
| --------------------------- | ------- | -------- |
| BAI Sicasal Petro de Luanda | Angola  | BSP      |
| Suez Canal Discovery        | Ägypten | SCD      |
| Sidi Ali-Unlock Team        | Marokko | SUT      |
| May Stars                   | Ruanda  | MSR      |

## Amerika
| Team-Name                                   | Land               | UCI-Code |
| ------------------------------------------- | ------------------ | -------- |
| AV Fátima-San Juan Biker Motos-Electro 3    | Argentinien        | AVF      |
| Chimbas Te Quiero                           | Argentinien        | CTQ      |
| Equipo Continental Municipalidad de Pocito  | Argentinien        | EMP      |
| Gremios por el Deporte-Cutral Có            | Argentinien        | EGD      |
| Municipalidad de Rawson                     | Argentinien        | MDR      |
| Rower San Luis Continental                  | Argentinien        | RSL      |
| Sindicato de Empleados Públicos de San Juan | Argentinien        | SEP      |
| Pío Rico-Alcaldía La Vega                   | Bolivien           | PRC      |
| Swift Carbon Pro Cycling Brasil             | Brasilien          | SCP      |
| Team Papa John's                            | Chile              | PPJ      |
| Movistar-Best PC                            | Ecuador            | MBP      |
| Team Banco Guayaquil Ecuador                | Ecuador            | TBG      |
| Premier Tech U23 Cycling Project            | Kanada             | PTU      |
| Toronto Hustle                              | Kanada             | TOR      |
| Xspeed United Continental                   | Kanada             | XSU      |
| GW Shimano Sidermec                         | Kolumbien          | GSS      |
| Team Medellín-EPM                           | Kolumbien          | MED      |
| Panamá es Cultura y Valores                 | Panama             | PCV      |
| EF Education-Nippo Development Team         | Vereinigte Staaten | EFD      |
| Hagens Berman Axeon                         | Vereinigte Staaten | HBA      |
| L39Ion Of Los Angeles                       | Vereinigte Staaten | LLA      |
| Project Echelon Racing                      | Vereinigte Staaten | PEC      |
| Team Novo Nordisk Development               | Vereinigte Staaten | TND      |
| Team Skyline                                | Vereinigte Staaten | TSL      |

## Asien
| Team-Name                                         | Land                | UCI-Code |
| ------------------------------------------------- | ------------------- | -------- |
| Bodywrap LTwoo Cycling Team                       | Volksrepublik China | BDR      |
| China Glory Continental Cycling Team              | Volksrepublik China | CGS      |
| Giant Cycling Team                                | Volksrepublik China | MSS      |
| Hebei Continental Team                            | Volksrepublik China | HEB      |
| Hengxiang Cycling Team                            | Volksrepublik China | HEN      |
| Kung Cycling Team                                 | Volksrepublik China | KSZ      |
| Li Ning Star                                      | Volksrepublik China | LNS      |
| Pardus Cycling Team                               | Volksrepublik China | PDS      |
| Pingtan International Tourism Island Cycling Team | Volksrepublik China | PIT      |
| Shandong Green Orange Continental Teams           | Volksrepublik China | SGO      |
| Shenzhen Xidesheng Cycling Team                   | Volksrepublik China | XDS      |
| The Hurricane & Thunder Cycling Team              | Volksrepublik China | THT      |
| Tianyoude Hotel Cycling Team                      | Volksrepublik China | TYD      |
| Wuzhishan Cycling Team                            | Volksrepublik China | WZS      |
| Yunnan Lvshan Landscape                           | Volksrepublik China | YUN      |
| HKSI Pro Cycling Team                             | Hongkong            | HKS      |
| Kelapa Gading Bikers                              | Indonesien          | KGB      |
| Mula Cycling Team                                 | Indonesien          | RJC      |
| Nusantara Cycling Team                            | Indonesien          | NCT      |
| Iraq Cycling Project                              | Irak                | ICP      |
| DFT CCN Meshkin Shahr                             | Iran                | DFT      |
| Aisan Racing Team                                 | Japan               | AIS      |
| JCL Team Ukyo                                     | Japan               | JCL      |
| Kinan Racing Team                                 | Japan               | KIN      |
| Levante Fuji Shizuoka                             | Japan               | LVF      |
| Matrix Powertag                                   | Japan               | MTR      |
| Saitama-Nasu SunBrave                             | Japan               | SUN      |
| Shimano Racing                                    | Japan               | SMN      |
| Sparkle Oita Racing Team                          | Japan               | SPA      |
| Team Bridgestone Cycling                          | Japan               | BGT      |
| Utsunomiya Blitzen                                | Japan               | BLZ      |
| VC Fukuoka                                        | Japan               | VCF      |
| Victoire Hiroshima                                | Japan               | VCH      |
| Almaty Astana Motors                              | Kasachstan          | AAM      |
| Astana Qazaqstan Development Team                 | Kasachstan          | AQD      |
| Vino SKO Team                                     | Kasachstan          | VSM      |
| Team Sapura Cycling                               | Malaysia            | TSC      |
| Terengganu Polygon Cycling Team                   | Malaysia            | TSG      |
| Ferei Mongolia Team                               | Mongolei            | FMD      |
| 7 Eleven Cliqq-air21 by Roadbike Philippines      | Philippinen         | 7RP      |
| Go for Gold Philippines                           | Philippinen         | G4G      |
| NSJBI Victoria Sports Cycling Team                | Philippinen         | VSC      |
| Geumsan Insam Cello                               | Südkorea            | GIC      |
| Korail Cycling Team                               | Südkorea            | KCT      |
| KSPO Professional                                 | Südkorea            | KSP      |
| LX Cycling Team                                   | Südkorea            | LXC      |
| Seoul Cycling Team                                | Südkorea            | SCT      |
| Uijeongbu Cycling Team                            | Südkorea            | UCT      |
| Roojai Online Insurance                           | Thailand            | ROI      |
| Thailand Continental Cycling Team                 | Thailand            | TCC      |
| Samarkand Professional Cycling Team               | Usbekistan          | SPT      |
| Tashkent City Professional Cycling Team           | Usbekistan          | TCM      |

## Europa
| Team-Name                                                                                 | Land                   | UCI-Code |
| ----------------------------------------------------------------------------------------- | ---------------------- | -------- |
| Alpecin-Deceuninck Development Team                                                       | Belgien                | ADD      |
| Bingoal WB Devo Team                                                                      | Belgien                | BWD      |
| Circus-Re Uz-Technord                                                                     | Belgien                | CRT      |
| Lotto Dstny Development Team                                                              | Belgien                | LDD      |
| Soudal Quick-Step Devo Team                                                               | Belgien                | SQD      |
| Matériel-vélo.com                                                                         | Belgien                | GDM      |
| Tarteletto-Isorex                                                                         | Belgien                | TIS      |
| BHS-PL Beton Bornholm                                                                     | Dänemark               | BPC      |
| Leopard TOGT Pro Cycling                                                                  | Dänemark               | LTP      |
| Restaurant Suri-Carl Ras                                                                  | Dänemark               | GSH      |
| Team ColoQuick                                                                            | Dänemark               | TCQ      |
| Bike Aid                                                                                  | Deutschland            | BAI      |
| Maloja Pushbikers                                                                         | Deutschland            | PBS      |
| P&S Benotti                                                                               | Deutschland            | PUS      |
| rad-net Oßwald                                                                            | Deutschland            | RNR      |
| Santic-Wibatech                                                                           | Deutschland            | SWT      |
| Saris Rouvy Sauerland Team                                                                | Deutschland            | SVL      |
| Team Lotto-Kern-Haus                                                                      | Deutschland            | LKH      |
| Team Storck-Metropol Cycling                                                              | Deutschland            | TSM      |
| Tartu2024 Cycling Team                                                                    | Estland                | TAT      |
| CIC U Nantes Atlantique                                                                   | Frankreich             | UCN      |
| Go Sport-Roubaix Lille Métropole (bis 14/05) Van Rysel-Roubaix Lille Métropole (ab 15/05) | Frankreich             | GRL VRL  |
| Equipe continentale Groupama-FDJ                                                          | Frankreich             | CGF      |
| Nice Métropole Côte d’Azur                                                                | Frankreich             | NMC      |
| St. Michel-Mavic-Auber 93                                                                 | Frankreich             | AUB      |
| AT85 Pro Cycling (1.1.–17.3.)                                                             | Vereinigtes Königreich | WIV      |
| Saint Piran                                                                               | Vereinigtes Königreich | SPC      |
| Trinity Racing                                                                            | Vereinigtes Königreich | TRI      |
| Israel Premier Tech Academy                                                               | Israel                 | ICA      |
| Beltrami TSA Tre Colli                                                                    | Italien                | BTC      |
| Biesse-Carrera                                                                            | Italien                | BIE      |
| Cycling Team Friuli ASD                                                                   | Italien                | CTF      |
| D’Amico UM Tools                                                                          | Italien                | AZT      |
| Gallina Ecotek Lucchini                                                                   | Italien                | GAL      |
| General Store-Essegibi-F.Lli Curia                                                        | Italien                | GEF      |
| MG.K Vis Colors For Peace VPM                                                             | Italien                | MGK      |
| Q36.5 Continental Cycling Team                                                            | Italien                | Q3C      |
| SIAS                                                                                      | Italien                | SIS      |
| Team Colpack Ballan                                                                       | Italien                | CPK      |
| Team Technipes #inEmiliaRomagna                                                           | Italien                | TER      |
| Work Service-Vitalcare-Dynatek                                                            | Italien                | IWD      |
| Zalf Euromobil Fior                                                                       | Italien                | ZEF      |
| Kaunas Cycling Team                                                                       | Litauen                | KCC      |
| Voltas-Madaris Cycling Team                                                               | Litauen                | VMT      |
| À Bloc CT                                                                                 | Niederlande            | ABC      |
| Allinq Continental Cycling Team                                                           | Niederlande            | ALQ      |
| BEAT Cycling Club                                                                         | Niederlande            | BCY      |
| Development Team DSM                                                                      | Niederlande            | DDS      |
| Jumbo-Visma Development Team                                                              | Niederlande            | JVD      |
| Metec-Solarwatt p/b Mantel                                                                | Niederlande            | MET      |
| Scorpions Racing Team                                                                     | Niederlande            | SRT      |
| TDT-Unibet                                                                                | Niederlande            | TDT      |
| Universe Cycling Team                                                                     | Niederlande            | UBI      |
| VolkerWessels Cycling Team                                                                | Niederlande            | VWE      |
| Team Coop-Repsol                                                                          | Norwegen               | TCR      |
| Uno-X DARE Development Team                                                               | Norwegen               | UDT      |
| Hrinkow Advarics                                                                          | Österreich             | HAC      |
| Team Felbermayr Simplon Wels                                                              | Österreich             | RSW      |
| Team Vorarlberg                                                                           | Österreich             | VBG      |
| Tirol KTM Cycling Team                                                                    | Österreich             | TIR      |
| WSA KTM Graz p/b Leomo                                                                    | Österreich             | WSA      |
| HRE Mazowsze Serce Polski                                                                 | Polen                  | MSP      |
| Voster ATS Team                                                                           | Polen                  | VOS      |
| ABTF Betão-Feirense                                                                       | Portugal               | CDF      |
| AP Hotels & Resorts / Tavira / AC Farense                                                 | Portugal               | ATF      |
| Aviludo-Louletano-Loulé Concelho                                                          | Portugal               | ALL      |
| Credibom / Aluminios / Marcos Car                                                         | Portugal               | LAA      |
| Efapel Cycling                                                                            | Portugal               | EFL      |
| Glassdrive-Q8-Anicolor                                                                    | Portugal               | GCT      |
| Kelly-Simoldes-UDO                                                                        | Portugal               | KSU      |
| Radio Popular-Paredes-Boavista                                                            | Portugal               | RPB      |
| Tavfer-Mortágua-Ovos Matinados                                                            | Portugal               | TAV      |
| Sofer-Savini Due-OMZ                                                                      | Rumänien               | SDO      |
| MENtoRISE Elite Team                                                                      | Rumänien               | MEN      |
| Motala AIF Serneke Allebike                                                               | Schweden               | MSA      |
| Tudor Pro Cycling Team U23                                                                | Schweiz                | TUU      |
| RRK Group-Pierre Baguette-Benzino                                                         | Slowakei               | RBB      |
| Dukla Banska Bystrica                                                                     | Slowakei               | DKB      |
| Adria Mobil                                                                               | Slowenien              | SDR      |
| Cycling Team Kranj                                                                        | Slowenien              | CTK      |
| Ljubljana Gusto Santic                                                                    | Slowenien              | LGS      |
| Electro Hiper Europa                                                                      | Spanien                | EHE      |
| ATT Investments                                                                           | Tschechien             | ATT      |
| Elkov-Kasper                                                                              | Tschechien             | EKA      |
| Tufo-Pardus Prostějov                                                                     | Tschechien             | SKC      |
| Beykoz Belediyesi Spor Kulübü                                                             | Türkei                 | BGS      |
| Konya Büyükşehir Belediye Spor                                                            | Türkei                 | KBB      |
| Sakarya BB Pro Team                                                                       | Türkei                 | SBB      |
| Spor Toto Cycling Team                                                                    | Türkei                 | STC      |
| Epronex-Hungary Cycling Team                                                              | Ungarn                 | EPR      |

## Ozeanien
| Team-Name                          | Land       | UCI-Code |
| ---------------------------------- | ---------- | -------- |
| ARA-Skip Capatal                   | Australien | ARA      |
| CCACHE x Par Küp                   | Australien | CPU      |
| St George Continental Cycling Team | Australien | STG      |
| Team BridgeLane                    | Australien | BLN      |
| EuroCyclingTrips                   | Guam       | ECT      |
| Global 6 Cycling                   | Neuseeland | GLC      |
| MitoQ-NZ Cycling Project           | Neuseeland | NZP      |